# The Return of Tarzan

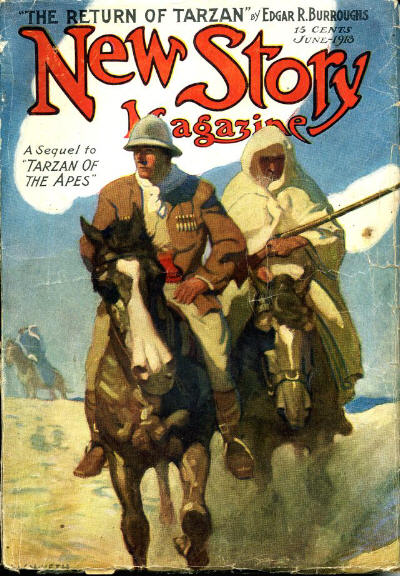
The Return of Tarzan es va publicar a la revista New Story el 1913.

The Return of Tarzan és una novel·la de l'escriptor estatunidenc Edgar Rice Burroughs, la segona de la seva sèrie de vint-i-quatre llibres sobre el personatge del títol Tarzan. Es va publicar per primera vegada a la revista pulp New Story Magazine als números de juny a desembre de 1913; la primera edició del llibre va ser publicada el 1915 per AC McClurg.

## Resum de la trama
La novel·la reprèn poc després on acaba Tarzan of the Apes. L'home simi, sentint-se desarrelat arran del seu noble sacrifici de les seves perspectives de casament amb Jane Porter, marxa dels Estats Units cap a Europa per visitar el seu amic Paul d'Arnot. Al vaixell es veu embolicat en els assumptes de la comtessa Olga de Coude, el seu marit, el comte Raoul de Coude, i dos personatges ombrívols que intenten depredar-los, Nikolas Rokoff i el seu secuaz Alexis Paulvitch. Rokoff, resulta que també és el germà de la comtessa. Tarzan frustra el pla dels dolents, convertint-los en els seus enemics mortals.
Més tard, a França, Rokoff intenta una vegada i una altra eliminar l'home simi, i finalment enginya un duel entre ell i el comte fent semblar que ell és l'amant de la comtessa. Tarzan es nega deliberadament a defensar-se en el duel, fins i tot oferint al comte la seva pròpia arma després que aquest no aconsegueixi matar-lo amb la seva, un gran gest que convenç el seu antagonista de la seva innocència. A canvi, el comte Raoul li troba una feina com a agent especial al ministeri de guerra francès. Tarzan és assignat al servei a Algèria.
Es produeix una seqüència d'aventures entre els àrabs locals, inclòs un altre cop amb Rokoff. Després, Tarzan navega cap a Ciutat del Cap i troba un conegut a bord amb Hazel Strong, una amiga de la Jane. Però Rokoff i Paulovitch també són a bord, i aconsegueixen emboscar-lo i llançar-lo per la borda.
Miraculosament, Tarzan aconsegueix nedar fins a la costa i es troba a la selva costanera on va ser criat pels simis. Aviat rescata i es fa amic d'un guerrer nadiu, Busuli dels Waziri, i és adoptat a la tribu Waziri. Després d'haver derrotat una incursió al seu poble per part d'invasors ivoris, Tarzan es converteix en el seu cap.
Els waziri coneixen una ciutat perduda a les profunditats de la selva, de la qual han obtingut els seus ornaments daurats. Tarzan fa que el portin allà, però és capturat pels seus habitants, una raça d'homes semblants als simis, i és condemnat a ser sacrificat al seu déu solar. Per a sorpresa de Tarzan, la sacerdotessa per fer el sacrifici és una bella dona que parla l'idioma dels simis que va aprendre quan era petit. Ella li diu que és La, gran sacerdotessa de la ciutat perduda d'Opar. Quan la cerimònia del sacrifici s'interromp fortuïtament, ella amaga Tarzan i promet portar-lo a la llibertat. Però l'home simi s'escapa pel seu compte, localitza una cambra del tresor i aconsegueix reunir-se amb els waziri.
Mentrestant, Hazel Strong ha arribat a Ciutat del Cap on coneix la Jane i el seu pare, el professor Porter, juntament amb el promès de la Jane, el cosí de Tarzan, William Cecil Clayton. Tots estan convidats a fer un creuer per la costa oest d'Àfrica a bord del Lady Alice, el iot d'un altre amic, Lord Tennington. Rokoff, que ara utilitza l'àlies de M. Thuran, es congratula amb la festa i també és convidat. El Lady Alice es trenca i s'enfonsa, obligant els passatgers i la tripulació a pujar als bots salvavides. En el que es troben Jane, Clayton i "Thuran" està separat dels altres i pateix terribles privacions. Casualment, el vaixell finalment arriba a la costa a la mateixa àrea on va arribar Tarzan.
Els tres construeixen un refugi rudimentari i viuen una existència de fam durant algunes setmanes fins que Jane i William Clayton són sorpresos al bosc per un lleó. Clayton perd el respecte de Jane en encongir-se de por davant la bèstia en comptes de defensar-la, però no són atacats i descobreixen el lleó mort, matat per una llança per una mà desconeguda. El seu salvador ocult és, de fet, Tarzan, que no es revela a causa de la ira de veure la Jane encara amb en Clayton. Tarzan renuncia a qualsevol tracte amb altres humans, abandona els Waziri i es torna a unir al seu clan de simis original. Jane trenca el seu compromís amb William.
Més tard, Jane és segrestada i portada a Opar per un grup d'homes simis Oparians que perseguien el seu sacrifici fugitiu, Tarzan. L'home simi s'assabenta de la seva captura i els rastreja, aconseguint salvar-la de ser sacrificada per La. La és aixafada pel fet que Tarzan la rebutja per Jane. Després de buscar la Jane, Clayton queda incapacitat amb febre i Thuran l'abandona per morir. Thuran descobreix els altres supervivents del Lady Alice que van arribar a la costa a només unes poques milles de distància. Els diu que ell és l'únic supervivent del seu bot salvavides.
Tarzan i Jane tornen al refugi de la Jane, al llarg del camí es troben amb Busuli i un grup de Waziri que han estat buscant el seu rei des que va desaparèixer. Al refugi, Clayton està a punt de morir. Abans de morir, revela a Tarzan i Jane que sap que Tarzan és el veritable Lord Greystoke. Tarzan i Jane remunten la costa fins a la cabana dels seus pares per poder enterrar en Clayton al costat de la seva tieta i el seu oncle. Aquí es troben amb la resta dels nàufrags del Lady Alice, que han estat recuperats per D'Arnot en un vaixell de la marina francesa. Tarzan exposa Thuran mentre Rokoff i els francesos l'arresten.
Tarzan es casa amb la Jane i Tennington es casa amb la Hazel en una cerimònia doble realitzada pel professor Porter, que havia estat ordenat ministre en la seva joventut. Llavors tots salpen cap a la civilització, emportant-se el tresor que Tarzan havia trobat a Opar. Els waziri reben regals dels francesos i accepten de mala gana la marxa del seu rei.

## Adaptacions cinematogràfiques, televisives o teatrals
La novel·la de Burroughs va ser la base de dues pel·lícules mudes: The Revenge of Tarzan (1920) i The Adventures of Tarzan (1921), basades en la primera i la segona part del llibre, respectivament. La primera pel·lícula va tenir com a protagonista Gene Pollar com l'home simi, i la segona, Elmo Lincoln, el protagonista de la pel·lícula original de Tarzan.
Nikolas Rokoff i Alexis apareixen a The Legend of Tarzan, a l'episodi "Tarzan and the Buried Treasure".

## Adaptacions al còmic
El llibre s'ha adaptat en forma de còmic en diverses ocasions, tant a la tira còmica original de Tarzan com en format de comic book. Les adaptacions notables inclouen les de Gold Key Comics a Tarzan núm. 156, de novembre de 1966 (guió de Gaylord DuBois, art de Russ Manning), de DC Comics a Tarzan núm. 219-223, d'abril-setembre de 1973, i de Dynamite Entertainment a Lord of the Jungle núm. 9-14, de 2012-2013.